# Giải vô địch bóng đá nữ Đông Nam Á 2022
Giải vô địch bóng đá nữ Đông Nam Á 2022 (tiếng Anh: 2022 AFF Women's Championship) là mùa giải thứ 11 của Giải vô địch bóng đá nữ Đông Nam Á, một giải đấu quốc tế bóng đá nữ được tổ chức bởi Liên đoàn bóng đá Đông Nam Á (AFF). Ban đầu, giải đấu dự kiến được tổ chức bởi Philippines vào năm 2021 nhưng do tác động của đại dịch COVID-19 nên giải đấu đã dời sang thời gian từ ngày 4 đến 17 tháng 7 năm 2022.
Việt Nam là đương kim vô địch của giải đấu, nhưng đã thất bại trước đội chủ nhà Philipines 0–4 trong trận bán kết, khiến họ không thể bảo vệ thành công chức vô địch.
Philipines đã trở thành nhà vô địch của giải đấu sau khi đánh bại Thái Lan với tỉ số 3–0 trong trận chung kết.

## Các đội tuyển tham dự
Giải đấu này không có vòng loại, tất cả các đội tuyển đều được vào vòng chung kết. Các đội tuyển sau đây từ các liên đoàn thành viên của AFF được tham dự giải đấu.
| Đội tuyển             | Liên đoàn        | Lần tham dự | Thành tích tốt nhất lần trước                              |
| --------------------- | ---------------- | ----------- | ---------------------------------------------------------- |
| U-23 Úc               | LĐBĐ Úc          | Lần thứ 2   | Vô địch (2008)                                             |
| Campuchia             | LĐBĐ Campuchia   | Lần thứ 3   | Vòng bảng (2018, 2019)                                     |
| Indonesia             | HHBĐ Indonesia   | Lần thứ 9   | Hạng tư (2004)                                             |
| Lào                   | LĐBĐ Lào         | Lần thứ 7   | Hạng tư (2011, 2012)                                       |
| Malaysia              | HHBĐ Malaysia    | Lần thứ 10  | Hạng tư (2007)                                             |
| Myanmar               | LĐBĐ Myanmar     | Lần thứ 12  | Vô địch (2004, 2007)                                       |
| Philippines (chủ nhà) | LĐBĐ Philippines | Lần thứ 11  | Hạng tư (2019)                                             |
| Singapore             | HHBĐ Singapore   | Lần thứ 9   | Vòng bảng (2004, 2007, 2008, 2011, 2012, 2016, 2018, 2019) |
| Thái Lan              | HHBĐ Thái Lan    | Lần thứ 11  | Vô địch (2011, 2015, 2016, 2018)                           |
| Đông Timor            | LĐBĐ Đông Timor  | Lần thứ 4   | Vòng bảng (2016, 2018, 2019)                               |
| Việt Nam              | LĐBĐ Việt Nam    | Lần thứ 12  | Vô địch (2006, 2012, 2019)                                 |

## Bốc thăm
Lễ bốc thăm chia bảng tổ chức vào ngày 28 tháng 5 năm 2022 tại khách sạn Marco Polo Ortigas Manila ở Pasig, Philippines. Năm nhóm sẽ được sử dụng để bốc thăm với các đội tuyển được xếp hạt giống theo thành tích của họ trong giải đấu gần nhất. 10 đội tuyển trong năm nhóm được bốc vào hai bảng trước, mỗi bảng 5 đội. Còn Malaysia sẽ được bốc thăm riêng, qua đó một trong hai bảng sẽ có 6 đội sau khi kết quả bốc thăm chung cuộc.
| Nhóm 1              | Nhóm 2                    | Nhóm 3                 | Nhóm 4                | Nhóm 5        | Đội thứ 11 |
| ------------------- | ------------------------- | ---------------------- | --------------------- | ------------- | ---------- |
| Việt Nam · Thái Lan | Myanmar · Philippines (H) | Indonesia · Đông Timor | Singapore · Campuchia | Lào · U-23 Úc | Malaysia   |

## Địa điểm
Các trận đấu được diễn ra tại ba địa điểm.
| Manila                                                                                   | Biñan                                             | Imus                                | BiñanImusManilaGiải vô địch bóng đá nữ Đông Nam Á 2022 (Calabarzon) |
| ---------------------------------------------------------------------------------------- | ------------------------------------------------- | ----------------------------------- | ------------------------------------------------------------------- |
| Sân vận động Rizal Memorial                                                              | Sân vận động bóng đá Biñan                        | Thành phố Imus Grandstand           | BiñanImusManilaGiải vô địch bóng đá nữ Đông Nam Á 2022 (Calabarzon) |
| Sức chứa: 12.873                                                                         | Sức chứa: 3.000                                   | Sức chứa: 4.800                     | BiñanImusManilaGiải vô địch bóng đá nữ Đông Nam Á 2022 (Calabarzon) |
| Rizal Memorial Football Stadium - field, bleachers area (Malate, Manila; 11-27-2019).jpg | 3684Biñan City, Laguna Barangays Landmarks 42.jpg | City of Imus Granstand Feb 2019.jpg | BiñanImusManilaGiải vô địch bóng đá nữ Đông Nam Á 2022 (Calabarzon) |

## Vòng bảng
Các tiêu chí
Các đội được xếp hạng theo điểm (ba điểm cho một trận thắng, một điểm cho một trận hòa, không có điểm nào cho một trận thua), và nếu hòa về điểm, các tiêu chí sau sẽ được áp dụng, theo thứ tự, để xác định thứ hạng:
1. Điểm số;
2. Hiệu số bàn thắng thua;
3. Số bàn thắng ghi được;
4. Điểm kỷ luật (thẻ vàng = 1 điểm, thẻ đỏ gián tiếp = 3 điểm, thẻ đỏ trực tiếp = 3 điểm, thẻ vàng + thẻ đỏ trực tiếp = 4 điểm);

Nếu hai hoặc nhiều đội bằng nhau dựa trên bốn tiêu chí trên, thứ hạng sẽ được xác định như sau:
1. Kết quả đối đầu trực tiếp giữa các đội liên quan;
2. Sút luân lưu nếu hai đội liên quan gặp nhau trong trận cuối cùng;
3. Bốc thăm của ban tổ chức.

- Thời gian được liệt kê là PST (UTC+08:00)

### Bảng A
| VT | Đội             | ST | T | H | B | BT | BB | HS  | Đ  | Giành quyền tham dự     |
| -- | --------------- | -- | - | - | - | -- | -- | --- | -- | ----------------------- |
| 1  | Thái Lan        | 5  | 4 | 1 | 0 | 14 | 2  | +12 | 13 | Vòng đấu loại trực tiếp |
| 2  | Philippines (H) | 5  | 4 | 0 | 1 | 16 | 2  | +14 | 12 | Vòng đấu loại trực tiếp |
| 3  | U-23 Úc         | 5  | 3 | 1 | 1 | 16 | 4  | +12 | 10 |                         |
| 4  | Singapore       | 5  | 1 | 1 | 3 | 3  | 14 | −11 | 4  |                         |
| 5  | Malaysia        | 5  | 0 | 2 | 3 | 1  | 15 | −14 | 2  |                         |
| 6  | Indonesia       | 5  | 0 | 1 | 4 | 2  | 15 | −13 | 1  |                         |

| Singapore | 0–0      | Malaysia |
| --------- | -------- | -------- |
|           | Chi tiết |          |

| Philippines  | 1–0      | U-23 Úc |
| ------------ | -------- | ------- |
| - Bolden 60' | Chi tiết |         |

| Indonesia | 0–4      | Thái Lan                                     |
| --------- | -------- | -------------------------------------------- |
|           | Chi tiết | - Alisa 3', 88' - Tipkritta 10' - Sawang 69' |

| Thái Lan                         | 2–2      | U-23 Úc                            |
| -------------------------------- | -------- | ---------------------------------- |
| - Kanyanat 41' - Ploychompoo 60' | Chi tiết | - Sayer 18' - Hawkesby 26' (ph.đ.) |

| Philippines                                                                                              | 7–0      | Singapore |
| --- | -------- | --------- |
| - Flanigan 8' - Ernie 10' (l.n.) - Annis 19' - Bolden 38' - Eggesvik 46' - Hawkinson 55' - Castañeda 68' | Chi tiết |           |

| Indonesia   | 1–1      | Malaysia       |
| ----------- | -------- | -------------- |
| - Sheva 74' | Chi tiết | - Steffi 90+2' |

| U-23 Úc                   | 4–0      | Indonesia |
| ------------------------- | -------- | --------- |
| - Sayer 9', 13', 15', 44' | Chi tiết |           |

| Malaysia | 0–4      | Philippines                                                |
| -------- | -------- | ---------------------------------------------------------- |
|          | Chi tiết | - Eggesvik 32' - Guillou 42' - Quezada 49' - Castañeda 73' |

| Thái Lan                                        | 3–0      | Singapore |
| ----------------------------------------------- | -------- | --------- |
| - Saengrawee 22' - Tipkritta 49' - Jiraporn 72' | Chi tiết |           |

| Singapore            | 1–4      | U-23 Úc                                                |
| -------------------- | -------- | ------------------------------------------------------ |
| - Lincoln 89' (l.n.) | Chi tiết | - Heatley 11' - Hunter 17' - Lowry 47' - Gallagher 70' |

| Philippines                        | 4–1      | Indonesia   |
| ---------------------------------- | -------- | ----------- |
| - Annis 48' - Bolden 58', 65', 67' | Chi tiết | - Carla 38' |

| Malaysia | 0–4      | Thái Lan                                                          |
| -------- | -------- | ----------------------------------------------------------------- |
|          | Chi tiết | - Ploychompoo 25' - Pattaranan 55' - U-raiporn 74' - Nutwadee 86' |

| Thái Lan       | 1–0      | Philippines |
| -------------- | -------- | ----------- |
| - Kanyanat 75' | Chi tiết |             |

| Indonesia | 0–2      | Singapore                       |
| --------- | -------- | ------------------------------- |
|           | Chi tiết | - Izzati 45+1' - Syazwani 90+2' |

| U-23 Úc                                                   | 6–0      | Malaysia |
| --------------------------------------------------------- | -------- | -------- |
| - Dawber 13', 24' - Hawkesby 20', 66', 68' - McNamara 82' | Chi tiết |          |

### Bảng B
| VT | Đội        | ST | T | H | B | BT | BB | HS  | Đ  | Giành quyền tham dự     |
| -- | ---------- | -- | - | - | - | -- | -- | --- | -- | ----------------------- |
| 1  | Việt Nam   | 4  | 4 | 0 | 0 | 18 | 0  | +18 | 12 | Vòng đấu loại trực tiếp |
| 2  | Myanmar    | 4  | 3 | 0 | 1 | 13 | 5  | +8  | 9  | Vòng đấu loại trực tiếp |
| 3  | Campuchia  | 4  | 1 | 1 | 2 | 4  | 8  | −4  | 4  |                         |
| 4  | Lào        | 4  | 1 | 1 | 2 | 4  | 9  | −5  | 4  |                         |
| 5  | Đông Timor | 4  | 0 | 0 | 4 | 1  | 18 | −17 | 0  |                         |

| Đông Timor | 0–7      | Myanmar |
| ---------- | -------- | --- |
|            | Chi tiết | - Naw Htet Htet Wai 17' - July Kyaw 19', 33' - Khin Marlar Tun 39' - Wai Phoo Eain 45+1' - Myat Noe Khin 60', 83' |

| Lào           | 1–1      | Campuchia               |
| ------------- | -------- | ----------------------- |
| - Phimpha 21' | Chi tiết | - Kunthea 90+1' (ph.đ.) |

| Lào                        | 2–0      | Đông Timor |
| -------------------------- | -------- | ---------- |
| - Vady 14' - Aphatsala 85' | Chi tiết |            |

| Campuchia | 0–3      | Việt Nam                                                                      |
| --------- | -------- | ----------------------------------------------------------------------------- |
|           | Chi tiết | - Ngân Thị Vạn Sự 19' - Phạm Hải Yến 32' (ph.đ.) - Nguyễn Thị Thanh Nhã 45+2' |

| Myanmar                                                      | 2–0      | Campuchia |
| ------------------------------------------------------------ | -------- | --------- |
| - Khin Marlar Tun 32' - Myat Noe Khin 61' - Khin Moe Wai 87' | Chi tiết |           |

| Việt Nam                                                              | 5–0      | Lào |
| --------------------------------------------------------------------- | -------- | --- |
| - Phạm Hoàng Quỳnh 42' - Huỳnh Như 45+1', 72' - Phạm Hải Yến 57', 65' | Chi tiết |     |

| Myanmar                                                     | 3–1      | Lào             |
| ----------------------------------------------------------- | -------- | --------------- |
| - Panatida 39' (l.n.) - Khin Marlar Tun 47' - July Kyaw 64' | Chi tiết | - Aphatsala 66' |

| Đông Timor | 0–6      | Việt Nam |
| ---------- | -------- | --- |
|            | Chi tiết | - Huỳnh Như 10', 42' - Ngân Thị Vạn Sự 30', 73' - Nguyễn Thị Tuyết Dung 35' (ph.đ.) - Trần Thị Thùy Trang 84' |

| Campuchia                                 | 3–1      | Đông Timor    |
| ----------------------------------------- | -------- | ------------- |
| - Sreyphors 1' - Vipha 25' - Sivhorng 45' | Chi tiết | - Brigida 76' |

| Việt Nam                                                                      | 4–0      | Myanmar |
| ----------------------------------------------------------------------------- | -------- | ------- |
| - Nguyễn Thị Tuyết Dung 16', 36' (ph.đ.) - Huỳnh Như 45+1' - Phạm Hải Yến 89' | Chi tiết |         |

## Vòng đấu loại trực tiếp

### Sơ đồ
|  | Bán kết             | Bán kết     |                     |   | Chung kết | Chung kết |
|  |                     |             |                     |   |           |           |
|  | 15 tháng 7 – Manila |             |                     |   |           |           |
|  |                     |             |                     |   |           |           |
|  | Thái Lan            | 2           |                     |   |           |           |
|  | Thái Lan            | 2           | 17 tháng 7 – Manila |   |           |           |
|  | Myanmar             | 0           |                     |   |           |           |
|  | Myanmar             | 0           | Thái Lan            | 0 |           |           |
|  | 15 tháng 7 – Manila |             | Thái Lan            | 0 |           |           |
|  |                     | Philippines | 3                   |   |           |           |
|  | Việt Nam            | Philippines | 3                   | 0 |           |           |
|  | Việt Nam            |             |                     | 0 |           |           |
|  | Philippines         | 4           |                     |   |           |           |
|  | Philippines         | 4           | Tranh hạng ba       |   |           |           |
|  |                     |             |                     |   |           |           |
|  | 17 tháng 7 – Manila |             |                     |   |           |           |
|  |                     |             |                     |   |           |           |
|  | Myanmar             | 4           |                     |   |           |           |
|  | Myanmar             | 4           |                     |   |           |           |
|  | Việt Nam            | 3           |                     |   |           |           |

### Các trận đấu

#### Bán kết
| Thái Lan                      | 2–0      | Myanmar |
| ----------------------------- | -------- | ------- |
| - Kanyanat 45' - Saowalak 82' | Chi tiết |         |

| Việt Nam | 0–4 | Philippines                                      |
| -------- | --- | ------------------------------------------------ |
|          |     | - Long 31' - Annis 51' (ph.đ.) - Bolden 62', 70' |

#### Tranh hạng ba
| Myanmar                                        | 4–3 | Việt Nam                                |
| ---------------------------------------------- | --- | --------------------------------------- |
| - Saw Thaw Thaw 9', 56', 86' - Lin Mynt Mo 83' |     | - Huỳnh Như 23', 39' - Phạm Hải Yến 80' |

#### Chung kết
| Thái Lan | 0–3      | Philippines                            |
| -------- | -------- | -------------------------------------- |
|          | Chi tiết | - Cowart 8' - Guillou 21' - Bolden 89' |

## Cầu thủ ghi bàn
Đã có 108 bàn thắng ghi được trong 29 trận đấu, trung bình 3.72 bàn thắng mỗi trận đấu.
8 bàn thắng
- Sarina Bolden

7 bàn thắng
- Huỳnh Như

5 bàn thắng
- Amy Sayer
- Phạm Hải Yến

4 bàn thắng
- Mackenzie Hawkesby

3 bàn thắng
- July Kyaw
- Khin Marlar Tun
- Myat Noe Khin
- San Thaw Thaw
- Tahnai Annis
- Kanyanat Chetthabutr
- Ngân Thị Vạn Sự
- Nguyễn Thị Tuyết Dung

2 bàn thắng
- Chelsie Dawber
- Aphatsala Chanthavongxay
- Anicka Castañeda
- Sara Eggesvik
- Katrina Guillou
- Alisa Rukpinij
- Ploychompoo Somnonk
- Tipkritta Onsamai

1 bàn thắng
- Sheridan Gallagher
- Winonah Heatley
- Sarah Hunter
- Hana Lowry
- Matilda McNamara
- Poeurn Kunthea
- Kiet Sivhorng
- Phoeurng Sreyphors
- Soeurn Vipha
- Carla Bio
- Sheva Imut Furyzcha
- Vady Inthiya
- Phimpha Thongsavang
- Steffi Sarge Kaur
- Khin Moe Wai
- Lin Mynt Mo
- Naw Htet Htet Wai
- Wai Phoo Eain
- Jessika Cowart
- Isabella Flanigan
- Kaya Hawkinson
- Hali Long
- Quinley Quezada
- Izzati Rosni
- Syazwani Ruzi
- Fasawang Ketkaew
- Jiraporn Mongkoldee
- Nutwadee Pram-nak
- Pattanaran Aupachai
- Saengrawee Meekham
- Saowalak Pengngam
- U-raiporn Yongkul
- Brigida Da Costa
- Nguyễn Thị Thanh Nhã
- Phạm Hoàng Quỳnh
- Trần Thị Thùy Trang

1 bàn phản lưới nhà
- Chloe Lincoln (trong trận gặp Singapore)
- Panatida Phothisane (trong trận gặp Myanmar)
- Ernie Sulastri (trong trận gặp Philippines)

### Bảng xếp hạng
| VT | Đội             | ST | T | H | B | BT | BB | HS  | Đ  | Kết quả chung cuộc  |
| -- | --------------- | -- | - | - | - | -- | -- | --- | -- | ------------------- |
| 1  | Philippines (H) | 7  | 6 | 0 | 1 | 23 | 2  | +21 | 18 | Vô địch             |
| 2  | Thái Lan        | 7  | 5 | 1 | 1 | 16 | 5  | +11 | 16 | Á quân              |
| 3  | Myanmar         | 6  | 4 | 0 | 2 | 17 | 10 | +7  | 12 | Hạng ba             |
| 4  | Việt Nam        | 6  | 4 | 0 | 2 | 21 | 8  | +13 | 12 | Hạng tư             |
|    |                 |    |   |   |   |    |    |     |    |                     |
| 5  | Úc              | 5  | 3 | 1 | 1 | 16 | 4  | +12 | 10 | Bị loại ở vòng bảng |
| 6  | Campuchia       | 4  | 1 | 1 | 2 | 4  | 7  | −3  | 4  | Bị loại ở vòng bảng |
| 7  | Lào             | 4  | 1 | 1 | 2 | 4  | 9  | −5  | 4  | Bị loại ở vòng bảng |
| 8  | Singapore       | 5  | 1 | 1 | 3 | 3  | 14 | −11 | 4  | Bị loại ở vòng bảng |
| 9  | Malaysia        | 5  | 0 | 2 | 3 | 1  | 15 | −14 | 2  | Bị loại ở vòng bảng |
| 10 | Indonesia       | 5  | 0 | 1 | 4 | 2  | 15 | −13 | 1  | Bị loại ở vòng bảng |
| 11 | Đông Timor      | 4  | 0 | 0 | 4 | 1  | 18 | −17 | 0  | Bị loại ở vòng bảng |